# Asztalitenisz a 2015. évi nyári universiadén
A 2015. évi nyári universiadén az asztaliteniszben összesen 7 versenyszámot rendeztek. Az asztalitenisz versenyszámait június 6. és 13. között tartották.

## Éremtáblázat
| #        | Ország        | Arany | Ezüst | Bronz | Összesen |
| 1.       | Kína          | 4     | 1     | 2     | 7        |
| 2.       | Japán         | 1     | 3     | 2     | 6        |
|          | Tajvan        | 1     | 3     | 2     | 6        |
| 4.       | Dél-Korea     | 1     | 0     | 5     | 6        |
|          |               |       |       |       |          |
| 5.       | Franciaország | 0     | 0     | 1     | 1        |
| 6.       | Románia       | 0     | 0     | 1     | 1        |
| 7.       | Oroszország   | 0     | 0     | 1     | 1        |
| Összesen | Összesen      | 7     | 7     | 14    | 28       |

## Érmesek

### Férfi
| versenyszám | arany                                      | ezüst                               | bronz                                 |
| Egyéni      | Masataka Morizono (Japán)                  | Yuya Oshima (Japán)                 | Lee Sang su (Dél-Korea)               |
| Egyéni      | Masataka Morizono (Japán)                  | Yuya Oshima (Japán)                 | Liu Yi (Kína)                         |
| Páros       | Tajvan Chiang Hung-chieh Huang Sheng-sheng | Japán Masataka Morizono Yuya Oshima | Kína Chen Xin Liu Yi                  |
| Páros       | Tajvan Chiang Hung-chieh Huang Sheng-sheng | Japán Masataka Morizono Yuya Oshima | Dél-Korea Jeong Young sik Kim Minseok |
| Csapat      | Kína                                       | Japán                               | Tajvan                                |
| Csapat      | Kína                                       | Japán                               | Franciaország                         |

### Női
| versenyszám | arany                     | ezüst                           | bronz                              |
| Egyéni      | Che Xiaoxi (Kína)         | Jiang Yue (Kína)                | Bernadette Cynthia Szocs (Románia) |
| Egyéni      | Che Xiaoxi (Kína)         | Jiang Yue (Kína)                | Yan Ha eun (Dél-Korea)             |
| Páros       | Kína Che Xiaoxi Jiang Yue | Tajvan Cheng I-ching Lee I-chen | Dél-Korea Jeon Jihee Yang Ha Eun   |
| Páros       | Kína Che Xiaoxi Jiang Yue | Tajvan Cheng I-ching Lee I-chen | Japán Eriko Kitaoka Yuki Shoji     |
| Csapat      | Kína                      | Tajvan                          | Japán                              |
| Csapat      | Kína                      | Tajvan                          | Dél-Korea                          |

### Vegyes
| versenyszám | arany                            | ezüst                                | bronz                                    |
| Páros       | Dél-Korea Kim Minseok Jeon Jihee | Tajvan Chiang Hung-chieh Chen Szu-yu | Tajvan Chen Chien-an Cheng I-ching       |
| Páros       | Dél-Korea Kim Minseok Jeon Jihee | Tajvan Chiang Hung-chieh Chen Szu-yu | Oroszország Taras Merzlikin Yana Noskova |